# Epophthalmia
Genre
Epophthalmia est un genre de libellules dans la famille des Macromiidae appartenant au sous-ordre des Anisoptères dans l'ordre des Odonates. Il comprend sept espèces.

## Liste d'espèces
Selon Catalogue of Life (30 janvier 2023) :
- Epophthalmia australis (Hagen, 1830)
- Epophthalmia elegens (Brauer, 1865)
- Epophthalmia frontalis Selys, 1871
- Epophthalmia kuani Jiang, 1998
- Epophthalmia vittata Burmeister, 1839
- Epophthalmia vittigera Rambur, 1842